# Síla (právo)
Síla (lat. vis), resp. násilí, se v právu chápe jinak než ve fyzice i v běžném životě a poněkud se liší její chápání i mezi jednotlivými odvětvími práva.

## Soukromé právo
V soukromém právu je silou jak skutečně užité fyzické násilí (vis absoluta), tak tzv. bezprávná výhrůžka (vis compulsiva). Právní jednání, k němuž je někdo přinucen přímou fyzickou silou, je zdánlivé, tzn. pro právo neexistuje, neboť zcela chybí vůle jednající osoby (§ 551 OZ).
Bezprávnou výhrůžkou se přitom rozumí takové protiprávní působení na vůli druhého, které vzbuzuje odůvodněný strach z újmy, jíž se vyhrožuje. Na rozdíl od fyzického násilí pak donucovaný sice při svém konání projevuje svoji vůli, ta je ale deformována, v rozporu s jeho skutečnou svobodnou vůlí. Proto jeho právní jednání sice není automaticky zdánlivé nebo neplatné, ale jde o tzv. relativní neplatnost, ke které je možné přihlédnout poté, co ji ten, komu bylo vyhrožováno, namítne (§ 587 OZ). Aby se však tato skutečnost dala při snaze právní jednání zneplatnit efektivně namítnout, je třeba, aby byly splněny současně tyto skutečnosti:
- výhrůžka byla protiprávní,
- výhrůžka musela mít takovou intenzitu, aby odůvodnila projev jiné než svobodné vůle,
- mezi výhrůžkou a projevem vůle musela být tzv. příčinná souvislost.

## Trestní právo
V trestním právu se za násilí pokládá i to, když pachatel trestného činu uvede oběť lstí nebo jiným podobným způsobem do stavu bezbrannosti (§ 119 TrZ).
Násilí nebo i jen pohrůžka násilím je zákonným znakem skutkových podstat některých trestných činů, např.:
- loupež (§ 173 TrZ)
- vydírání (§ 175 TrZ)
- omezování svobody vyznání (§ 176 TrZ)
- porušování svobody sdružování a shromažďování (§ 179 TrZ)
- znásilnění (§ 185 TrZ)
- sexuální nátlak (§ 186 TrZ)
- násilí proti orgánu veřejné moci (§ 323 TrZ)
- násilí proti úřední osobě (§ 325 TrZ)
- násilí proti skupině obyvatelů a proti jednotlivci (§ 352 TrZ)
- násilí vůči nadřízenému (§ 381 TrZ)

Další trestné činy se posuzují přísněji, bylo-li při nich užito násilí. Jde např. o porušování domovní svobody (§ 178 TrZ).